# Тадеуш Корзон
Тадеуш Корзон (пол. Tadeusz Korzon; *9 листопада 1839, Мінськ — †18 березня 1918, Варшава) — польський історик. Видатний представник варшавської історичної школи, відомий як автор монографій, підручників з загальної історії, статей з теорії та методики історичного дослідження, історіографії, член Краківської Академії наук (1902 рік).
Пристрасть до історії виразно розвинулась в нього лише в Москві, де навчаючись на юридичному факультеті Московського університету(1855—1859) слухав курси історії професорів Грановського і Кудрявцева, товаришував з Лімановським і Карловічем.
Кандидатська дисертація Корзона на тему «Порівняльний погляд на французький та англійський кримінальні процеси» була нагороджена золотою медаллю і надрукована в 1861 році в «Журналі Міністерства Юстиції».
Під впливом значного (до 600 осіб) земляцтва польських студентів, які були зорганізовані в «Загал», з переважно демократично-патріотичними поглядами, закінчивши навчання, відхилив пропозицію професора М. Капустіна, щоб при ньому навчатись на професора правника, і осів в Ковно на посаді вчителя гімназії (1859—1861).
З 1861 року був секретарем у Тимчасовому комітеті, потім в губернській управі з селянських справ; цю важливу для польського суспільства громадську діяльність було перервано відголосками маніфестацій з Варшави напередодні повстання. Корзон поширював ці заклики, тобто народні жалі та патріотичні співи, у костелах на ковенщині. Коли раптом співи припинились, влада зрозуміла, що це не спонтанні прояви, а керована діяльність, і Тадеуш був спочатку заключний під домашній арешт, а потім в монастир кармелітів. Він був звинувачений у образі честі Монарха, оскільки на знайденому під час обшуку рукописі були замітки, як встановила експертиза, написані рукою Корзона, образливі для царів. На слідстві Тадеуш вів себе зарозуміло і був засуджений до смертної кари. Пізніше вирок суду був замінений адміністративною депортацією на Урал.
У супроводі своєї жінки Ядвіги, з якою одружився 27 жовтня 1862 року у в'язниці, Корзон провів в Уфі, а потім в Оренбурзі, 5 років і там пережив період січневого повстання.
Після заборони полякам читати лекції з метою отримання прибутку становище Корзонів стало критичним. Від голоду Корзон рятувався займаючись живописом, фотографуванням і кресленням. В цей час він також захопився читанням книг.
Лише указ від 17 травня 1867 уможливив повернення Корзуна через Самару, Москву і Санкт-Петербург до Литви, але його гарячий прийом місцевими польськими колами схилив поліцію до видворення Корзонів з Литви до Пйотркува-Трибунальського де вони провели ще два роки під наглядом і без сталих доходів.
Нарешті в вересні 1869 р. Корзони оселились у Варшаві; аж до 1883 р. їм були не доступні так звані західні провінції, тобто Литва та Русь.
Перші тридцять років у Польщі (1867—1897) пережив Корзун зі своєю вірною і хороброю супутницею життя у важких умовах. Спочатку він працював приватним викладачем російської мови, допомагав собі перекладами, а потім влаштувалася на скромну посаду на Привіслінській залізниці. У 1876-86 роках викладав Школі Економіки ім. Кроненберга. Жив він в основному за рахунок друку статей у часописах, таких як «Tygodnik illustrowany», «Kłosy», «Ateneum», «Biblioteka Warszawska», «Muzeum», «Niwa», «Kwartalnik Historyczny».

## Наукова діяльність
Як результат лекцій, що читались ще в Оренбурзі, в 1872 р. він видав у Варшаві «Kurs historii wieków średnich». У 1873 році Корзон видав переклад двотомника «Історія розумового розвитку Європи» («Dzieje rozwoju umysłowego Europy») Джона Драппера та трактат про антирелігійні тенденції, про який потім він згадує неохоче.
В ці роки він цікавився первісною культурою, стародавньою історією, історіософією Джамбаттіста Віко, позитивістською соціологією і свідомо відмежовував від цих наук історію в традиційному її значенні.
Поступово набуваючи свободу пересування він зміг узяти участь у роботі антропологічного конгресу у Вроцлаві в 1884 році. Все це було ніби підготовчою стадією до виконання двох головних місій, які він собі обрав — «вчителя народу» і науковця.
Будучи глибоко переконаним в виховному значенні історії, виказував свої думки у справі реформи викладання історії в Галичині («O nauczaniu historii z powodu zamierzonej reformy szkól średnich w Galicji» (1882).
Як він розумів це завдання, показано в підручниках, пристосованих до інтелектуального рівня молоді. «Елементарним методом» він розпочав з «Стародавньої історії» («Historyja starożytna» (1876), далі для підлітків була «Історія Середніх віків» («Historya wieków średnich» (1884), а для більш старших дітей і дорослих «Новітня історія» у двох томах («Historyja nowożytna» (1889 і 1903).
На ширші сфери інтелігенції Корзон впливав через свої численні статті у «Великій загальній ілюстрованій енциклопедії», до редакційного комітету якої він входив з 1889 по 1901 роки.

## Праці
- «Нова історія стародавньої Месапотаміі і Ірану» «Nowe dzieje starożytnéj Mezopotamii i Iranu» (Biblioteka warszawska, — 1872 — Tom 1. — s. 223—254);
- «Курс історії середніх віків» («Kurs historyi wieków średnich» (1872)) (пол.)
- «Historycy pozytywisci: Buckle, Draper, Kolb» (Biblioteka warszawska, — 1870 — Tom 3. — s. 42-72)
- «Poranek filozofii greckiej» («Bibl. Warsżawska»),
- «Ludzie przehistoriczny» («Tygodnik illustrowany»),
- «Historyja starożytna wyłożona sposobem elementarnym» (1876),
- «Stan ekonomiczny Polski w latach 1782—1792» (Ateneum. — 1877 — Tom 2: zeszyt 5 (s. 217—246), zeszyt 6 (s. 572—622), Tom 3: zeszyt 7 (s. 149—178), Tom 4: zeszyt 11 (s. 326—378), zeszyt 12 (s. 580—657)),
- «O życiu umysłowlém Grecyi» («Tyg. Ill.»),
- «Historyk w obec swego narodu i w obec ludzkosci» (там же, 1878).
- «Новітня історія» («Historyja nowożytna» T. 1, Do 1648 roku[недоступне посилання з липня 2019] (1889) (пол.) T. 2, od 1649 do 1788 roku (1903)) (пол.)
- «Грошова система Польщі» («System monetarny w Polsce») (1891) (пол.)
- «Костюшко. Біографія написана на підставі документів» («Kościuszko. Biografia z dokumentów wysnuta» (1896)) (пол.)
- «Внутрішня історія Польщі за часів Станіслава Августа (1764—1794)» («Wewnętrzne dzieje Polski za Stanisława Augusta (1764 — 1794)» Tom 1 (1897) Tom 2 (1897) Tom 3 (1897) Tom 4 (1897) Tom 5 (1897) Tom 6 (1898) Zamknicie dziejów (1899) (пол.)
- «Доля і недоля Яна Собеського 1629—1674» («Dola i niedola Jana Sobieskiego 1629—1674» Tom 1 (1898) Tom 2 (1898) Tom 3) (1898) (пол.)
- «Ким і чим був Костюшко» («Kim i czem był Kościuszko» (1907)) (пол.)
- «Мінськ у середині XIX століття: із власних спогадів» («Mińsk w połowie XIX wieku: ze wspomnień osobistych») (1908) (пол.)
- «Грюнвальд: уривок з військової історії Польщі» («Grunwald: ustęp z dziejów wojennych Polski» (1910)) (пол.)
- «Мій щоденник до часів заняття історією» («Mój pamiętnik przedhistoryczny» (1912)) (пол.)
- «Нариси історії торгівлі» («Historya handlu w zarysie» (1914)) (пол.)
- «Історія Польщі» («Historya Polski» (1918)) (пол.)
- «Історія воєн та військової справи у Польщі» («Dzieje wojen i wojskowości w Polsce» Tom 1 (1923) Tom 2 (1923) Tom 3 (1923)) (пол.)